# Щерьо Апостолина
Щерьо Милиор Апостолина (на арумънски: Steriu Milior Apostolina) е арумънски революционер, войвода на Вътрешната македоно-одринска революционна организация.

## Биография
Щерьо Апостолина е роден в гревенското село Периволи, тогава в Османската империя. Организира армънски комитет за въоръжена борба в Македония заедно със Александър Кошка в румънската столица Букурещ. През април 1907 година влиза в Македония по каналите на ВМОРО с четниците Наки Апостолина (негов син), Мика Фуска и Стерьо Ниби от Периволи и Симо Кража от Самарина. Според Василе Диаманди - Аминчянул към тях се присъединяват и други власи от Пинд, това са капитан Михали Тегуяни, Леон Константинеску, Нули Шаманику, Георге Шаманику и Апостолаке от Периволи, Нику Баламоти от Бяса, както и Кота, Георге Буташи, Василе Буташи, Зику Цаца, Георге Цаца, Скупреи и други от Фрашър. Четата е активна в Костурско, Гревенско и Пинд, където се сражава с чети на гръцката въоръжена пропаганда в Македония.